# Пэтчетт, Энн
Энн Пэтчетт (англ. Ann Patchett, р. 2 декабря 1963) — американская писательница. Лауреат литературных премий «ПЕН/Фолкнер» и «Оранж» за роман «Бельканто», написанный в 2001 году. В 2012 журнал Time включил Пэтчетт в список 100 наиболее влиятельных людей в мире. На русском языке вышли ее романы «Бельканто» (2018), «Свои-чужие» (2018), «Прощальный фокус» (2019), «Предчувствие чуда» (2020), сборник эссе «Это история счастливого брака" (2020) и роман «Голландский дом» (2021), который на данный момент считается вершиной творчества Энн Пэтчетт. В 2020 году «Голландский дом» вошел в число финалистов Пулитцеровской премии.

## Биография
Родилась Лос-Анджелесе в семье капитана полиции и медсестры. После развода родителей Пэтчетт в возрасте шести лет вместе с матерью и старшей сестрой переехала в Нэшвилл, где училась в частной католической школе для девочек — Академии Святого Бернарда. После окончания школы посещала Колледж Сары Лоуренс в Нью-Йорке, курсы писательского мастерства в Университете Айовы, а также проходила обучение в Центре изящного искусства в Провинстауне, Массачусетс. Именно там Энн Пэтчетт приступила к работе над своей первой книгой - романом «Святой покровитель лжецов» («The Patron Saint of Liars»), который вышел в 1992 году.
Энн Пэтчетт сотрудничала со многими периодическими изданиями, писала для The Paris Review, The New Yorker, The New York Times Magazine, The Washington Post, O, The Oprah Magazine, ELLE, GQ, Gourmet, Vogue.
Известность пришла к ней после выхода четвертого романа — «Бельканто» («Bel Canto»). Книга принесла Пэтчетт несколько номинаций и побед в различных литературных премиях, а также вошла в ряд книжных рейтингов по итогам года. Роман был адаптирован для оперы, её премьера состоялась 7 декабря 2015 года. Три года спустя режиссёр Пол Вайц экранизировал книгу, главную роль в фильме «Бельканто» (2018) исполнила Джулианна Мур. В 2019 году роман "Бельканто", переизданный издательством "Синдбад", вошел в длинный список престижной литературной премии "Ясная поляна" в номинации "Иностранная литература".
В 2010 году Пэтчетт стала соосновательницей независимого книжного магазина Parnassus (открытие состоялось в ноябре 2011) в Нэшвилле, где из-за влияния корпораций не осталось ни одного книжного магазина:
Если отбросить условности, в список [100 наиболее влиятельных людей в мире] журнала TIME Энн Пэтчетт включили за противостояние компании Amazon.

### На английском языке
Романы
- Patchett, Ann. The Patron Saint of Liars [A Richard Todd book] (англ.). — Boston, MA: Houghton Mifflin[англ.], 1992. — ISBN 039561306X.
- Patchett, Ann. Taft. — Boston, MA: Houghton Mifflin[англ.], 1994.
  - Репринт: Taft. — New York, NY: Random House, 1995. — ISBN 0804113882.
- Patchett, Ann. The Magician's Assistant. — New York: Harcourt Brace, 1997. — ISBN 9780151002634.
- Patchett, Ann. Bel Canto. — New York: HarperCollins, 2001. — ISBN 9780060188733.
- Patchett, Ann. Run. — New York: HarperLuxe, 2007. — ISBN 9780061363931.
- Patchett, Ann. State of Wonder. — New York: Harper, 2011. — ISBN 0062049801.
- Patchett, Ann. Commonwealth. — New York, NY: Harper, 2016. — ISBN 9780062491794.

Нехудожественные произведения
- Patchett, Ann. Truth and Beauty: A Friendship. — New York: Harper Collins, 2004. — ISBN 0060572140.
- Patchett, Ann. What Now? — New York: Harper, 2008. — ISBN 9780061340659.
- Patchett, Ann. The Getaway Car: A Practical Memoir About Writing and Life (англ.). — 2011.
- Patchett, Ann. The Mercies (англ.) // Granta : magazine. — 2011. — Vol. 114, no. Spring.
  - Репринт: The Pushcart Prize XXXVII: Best of the Small Presses 2013 (англ.) / Henderson, Bill. — Wainscott, NY/New York, NY: Pushcart Press/W.W. Norton. — P. 166—181.
- Patchett, Ann. This is the Story of a Happy Marriage. — New York, NY: Harper, 2013. — ISBN 9780062236678.
- Patchett, Ann. How Knitting Saved My Life. Twice // Knitting Yarns: Writers on Knitting / Hood, Ann. — New York: W.W. Norton, 2013. — С. 204—210. — ISBN 0393239497.
- Patchett, Ann. These Precious Days: Essays. — New York: HarperCollins, 2021. — ISBN 978-0063092785.

### На русском языке
- Энн Пэтчетт. Заложники. — Эксмо, 2003. — 384 с.
- Энн Пэтчетт. На пороге чудес. — Эксмо, 2014. — 512 с.
- Энн Пэтчетт. Бельканто. — Синдбад, 2018. — 448 с. Перевод Марины Карасевой. ISBN 978-5-00131-032-7, ISBN 978-5-00131-124-9
- Энн Пэтчетт. Свои-чужие. — Синдбад, 2018. — 416 с. Перевод Александра Богдановского. ISBN 978-5-00131-011-2
- Энн Пэтчетт. Прощальный фокус. — Синдбад, 2019. — 448 с. Перевод Елены Осеневой. ISBN 978-5-00131-121-8
- Энн Пэтчетт. Предчувствие чуда. — Синдбад, 2020. — 448 с. Перевод Ирины Гиляровой. ISBN 978-5-00131-159-1
- Энн Пэтчетт. Это история счастливого брака. — Синдбад, 2020. — 480 с. Перевод Сергея Кумыша. ISBN 978-5-00131-142-3
- Энн Пэтчетт. Голландский дом. — Синдбад, 2021. — 320 с. Перевод Сергея Кумыша. ISBN 978-5-00131-231-4